# Meshell Ndegeocello
Meshell Ndegeocello (rojena kot Michelle Lynn Johnson), ameriška pevka, tekstopiska, basistka in raperka, * 29. avgust 1969, Berlin, Nemčija.
Njena glasba združuje veliko različnih glasbenih vplivov, vključno s funkom, soulom, hip hopom, reggaejem, R&B-jem, rockom in jazzom. Prejela je veliko glasbenih nagrad ter bila desetkrat nominirana za nagrado grammy.

## Življenje in delo
Meshell Ndegeocello se je rodila v Berlinu, v Nemčiji, vojaškemu poročniku in saksofonistu Jacquesu Johnsonu in zdravstveni delavki Helen. Odraščala je v Washingtonu, kjer je obiskovala umetniško šolo Duke Ellington v Oxon Hill High School. Pri 17 letih je Michelle prevzela nadimek Ndegeocello, kar pravi, da pomeni »svobodna kot ptica« v svahiliju.
Njena največja hita sta duet z Johnom Mellencampom in priredba »Wild Night« Vana Morrisona, ki je dosegla tretje mesto na Billboardovi lestvici.